# HD 21004
HD 21004，又名BD+53 657，SAO 24024、HR 1020，是一颗恒星，视星等为6.51，位于銀經144.5，銀緯-2.36，其B1900.0坐标为赤經3h 18m 19.4s，赤緯+53° -2.36′ 7″。